# Victrix agenjoi
Victrix agenjoi är en fjärilsart som beskrevs av Fernandez 1931. Victrix agenjoi ingår i släktet Victrix och familjen nattflyn. Inga underarter finns listade i Catalogue of Life.